# Wrightella dubia
Wrightella dubia is een zachte koraalsoort uit de familie Melithaeidae. De koraalsoort komt uit het geslacht Wrightella. Wrightella dubia werd in 1916 voor het eerst wetenschappelijk beschreven door Broch. 